# Záturečtí
Záturečtí (Záthurecký) byl turčianský zemanský rod. Za zakladatele je považován královský rybář Uzda z Turca a Hosti, který žil v 13. století.

## Historie rodu Záthureckých
Rod pocházel z obce Záturčie v Turci. Než se toto území stalo obcí, patřila Uzdovi jako prvnímu majiteli, jeho potomci byli majitelé nepřetržitě po mnoho pokolení. Už v prvních listinách rodu se říká, že tam bydleli od nepaměti. Zátureckovci byly nejstarší zemanská rodina v Turci, která si zachovala nejstarší rodové listiny z 13. století. Roku 1245 dostal jobagión Uzda a jeho synové ke svému dědičnému území v Turci nová území na pravém břehu řeky Turiec (za Turcom – od lokace nové země si odvodili i přídomek – šlechtické příjmení). O deset let později jim král potvrdil práva na tyto pozemky. Území rodu se děděním dělilo na menší části a v následujících stoletích probíhaly těžké majetkové spory mezi jednotlivými větvemi rodu. V letech 1598 a 1601 dostali Zátureckovci jako starodávní zemané potvrzení svobod a armálesu (erbovní listina). Rod byl z prvních známých privilegovaných rodin a jeho členové zastávali ty nejvyšší úřady v Turci jako součásti Zvolenské stolice. V roce 1339 se Turiec oddělil od Zvolenského komitátu a vznikla samostatná Turčianska stolice s vlastním županem. Pozdější byly v Turci župani z vyšší neturčianské šlechty až do 16. století. V roce 1535 přišli bohatší a vlivnější šlechtici Révaiové (Révayovci), kteří zastávali úřad hlavního turčianského župana dědičně.     

## Z listiny z roku 1245
Béla IV. z Boží milosti Král Uherska, Dalmácie, Chorvatska, Rámy, Srbska, Galicie, Ladomírska, Kumárska… Proto chceme dospět k potěšení všech přítomných a kdysi jednou jejich potomků, z nichž náš věrný Uzda z Turca zúčastněný ve službě rybářství sám z vlastní vůle přes mnohé časy nám věrně sloužil… A aby našemu věrnému Uzdovi za jeho minulé závazné služby viděli jsme jako odplatu uspokojení, pro budoucí služby můžeme darovat svěží zem, nazývanou jako Wendeg (Hosty) vedle jeho dědičné zemi stávající povyšuje, blízko řeky Turiec, …jemu a jim, dědicem jeho dědiců, následovníkům, postoupili jsme, předáváme plným právem… Na důkaz ponecháváme tuto listinu potvrzenou naší tajnou dvojitou pečetí. Dáno roce milosti tisíc dvoustého čtyřicátého pátého. Čtvrtého Augusta.

## Z listiny z roku 1255
Béla, z Boží milosti král Uherska, Dalmácie, Chorvatska, Ramy, Srbska, Haliče, Ladomírska a Kumánská vším, co nahlédnout do této listiny spásu v Spasiteli všech. Úřad královské vznešenosti se má usilovat tak uspořádat postavení své poddané, aby každý mohl, podle jistého počtu a stavu své svobody (postavení) vykonávat své povinnosti bez obtížnosti. Proto, když synové jobagiónov v Turci překročili potřebný a obvyklý počet, vidělo se nám z hlediska vlády (potřebným) snížit jejich přílišný počet, ponechajíc potřebný stav čtyřicet osob z těchto synů jobagiónov pro celý Turiec, a to tak, že vždy šest z nich jsou povinni dát do našeho vojska jednoho obrněnce. Zvláště se mezi ně počítají čtyři synové Uzdu, a to Meckel, Třmen, Martin a Drahomil, kteří príduc k nám poníženě od nás žádali, abychom jim dobrotivě ráčili dát zem, kde odedávna sídlili. My tedy, nakloněni jejich oprávněným prosbám a přihlédnutím jejich služby, které nám prokázaly a mohou prokázat v budoucnu, dali jsme jim a jejich potomkům žádanou zem do trvalé držby. A jak nám oznámil náš věrný kníže Cypov, kterého jsme poslali na prozkoumání velikosti té země, stačí na osm poplužia a z východní strany sousedí řekou Bystrica až po vtok této řeky do řeky Turiec s vesnicí Vrútky a odtud jde nahoru po řece Turiec a tady hraničí s vesnicí Modly a zde končí hranice a spoluhraničí této země. Aby tato naše donace nabyla sílu ustavičné stálosti, vydali jsme tuto dosvědčovanou listinu, potvrzenou silou naší dvojité pečeti. Dáno magistrem smaragdy, zvoleným (proboštem) Stoličnobelehradského kostela, naším milovaným a věrným podkancelárom našeho dvora, roku Páně tisícího dvoustého padesátého pátého, 13. den před Kalenda září, kralování našeho (roku) dvacátého.

## Z listiny z roku 1598
My Rudolf II. Císař Římanů, a Král Německa, Uher, Čech, Dalmácie, Chorvatska, Slovinska, Rámy, Srbska, Galicie, Ladomírska, Kumárska, arcikniežaťa Austrie, Markýz Moravy, Kníže Burgundy, Štýrska, Korutan, Karni, Lucemburku, Slezska, Württembersko, tece, Švábská, Hrabě Habsburg, Tirol, Pfirstu, Kyburg a Gorica atd. přikazuji uchovat v paměti přítomnými zaznamenány … Tedy znak a svědectví naší jim právě prokázané milosti a laskavosti, jakož i svobody pravého a nepochybného šlechtictví je právě tato Arma (erb) jejich šlechtictví:
Štít zjevně vojenský a honosný, přes střed čarou rozdělen na dvě části, jehož dolní část, kopeček obsazuje, ze kterého krajních dolin jednotlivý keř růže a vyvýšené z prostředku kopce vyrůstá, ale v horní části štítu poloviční medvěd vyskakuje a královskou korunu drží a dále vedle něho měsíc a hvězda se ukazují. Na vojenské otevřené přilbě přiléhající k štítu s předešlým ve všem shodný medvěd a nohou držící vkusně ozdobený keř tří růží …. Janovi Zátureckému a jeho dědicům a potomkům obou pohlaví vcelku milostivě uvádíme jako odevzdané a udělené …. Vyslovujeme, az istotnej naší znalosti a svobodnou ponecháváme, aby sami v následujících, vždy budoucích časech, tuto Armu, při stejných právech, poprednostiach, výhodách, svobodách a nedotknutelnosti, ze zvyklostí používali a těšili se jim, a kéž by se těšili, a všude v bojích, bitvách , turnajích, osobních soubojích, při vojenských šlechtických cvičeních, nejinak na pečetích, erbech, praporech, domech a hrobkách. Na památku a věčné potvrzení jejíž věci přítomnou naši listinu opatrujeme naší privesenou tajnou pečetí, kterou jako Král Uherska užíváme. Dáno rukou našeho věrného nám milého biskupa a kancléře našeho dvora na našem pražském Královském Dvoře dvanáctého dne měsíce Března Roku Páně patnáct set devadesátých osmého, našeho Římského Panování třiadvacátého.

## Potomci Uzdu z Turca a Hosty
1. Meč(š)ko z Hosty (cca 1255)
2. Třmen z Hosty (cca 1255)
3. Drahomil z Hosty (cca 1255)
4. Martin z Hosty (cca 1255)
  1. Benedikt z Hosty (cca 1303), hornozáturecká větev a horní kurie v Dolním Záturčie
  2. Peter z Hosty (cca 1303), dolnozáturecká větev a dolní kurie v Dolním Záturčie
    1. Ondrej z Dolního Záturcí a Hosti (cca 1332)
    2. Martin z Dolního Záturcí a Hosti (cca 1332)
    3. Filip z Dolního Záturcí a Hosti (cca 1332)
    4. Pavel z Dolního Záturcí a Hosti (cca 1332)
      1. Dávid z Dolního Záturcí, Sv. Petra a Istebného (cca 1380) (viz Dávidovci)
      2. Anton z Istebného (cca 1382)
      3. Ján z Istebného (cca 1382)
      4. Matúš z Istebného (cca 1382)
      5. Jakub z Istebného (cca 1382)

    5. Mikuláš z Dolního Záturcí a Hosti (cca 1332)
    6. Michal z Dolního Záturcí a Hosti (cca 1332)
      1. Gabriel Záturecký
      2. Peter Záturecký (linie Záturecký-Wajda)

## Osobnosti rodu
- Martin de Turchia- syn Uzdy, v druhé polovině 13. století zastával úřad turčianského podžupana (z lat. Comes Thurociensis)
- Adolf Peter Záturecký- sběratel lidové slovesnosti, národnokultúrní pracovník
- Adolf Vladimír Záturecký- právník, odborný spisovatel
- Ján Záturecký- lékař, publicista